# Peter MacCallum Cancer Centre
Pour les articles homonymes, voir McCallum.
Le Peter MacCallum Cancer Center, également connu sous le nom de Peter MacCallum Cancer Institute et communément abrégé en Peter Mac, est un institut australien de recherche en oncologie, de traitement du cancer (en) et de formation professionnelle en oncologie situé à Melbourne, dans l'État de Victoria. Le centre est nommé en l'honneur de Sir Peter MacCallum (en). Depuis juin 2016, le centre est situé au sein du Victorian Comprehensive Cancer Centre (en) (VCCC) à Parkville .
Le centre est le premier hôpital public d'Australie dédié au traitement du cancer, à la recherche et à l'enseignement.
Les programmes de recherche du centre comprennent le programme de biologie des cellules cancéreuses de la Fondation australienne de recherche sur le cancer (en) (ACRF) et le Centre victorien de l'ACRF pour la génomique fonctionnelle du cancer.

## Histoire
En 1949, le Victorian Cancer Institute a été créé et l'année suivante, ses services ambulatoires ont été nommés "Peter MacCallum Clinic". Il a été nommé d'après le (alors) doyen de la Faculté de médecine de l'Université de Melbourne (en), Peter MacCallum, qui, avec Rutherford Kaye-Scott, a joué un rôle important dans sa fondation. À l'époque, il était courant de ne pas informer les patients qu'ils avaient un cancer. On pensait que, parce que la radiothérapie était également assez couramment utilisée à cette époque pour traiter des affections non cancéreuses telles que l'acné sévère, les "taches de naissance de fraises", les épaules gelées, les cicatrices chéloïdes et également pour fournir un moyen précieux et non invasif de stérilisation médicale, le nom "Peter MacCallum Clinic" a été considéré comme moins menaçant car la clinique pourrait être positionnée comme un centre de radiothérapie spécialisé plutôt que d'être considérée comme un hôpital dédié au cancer.
La clinique était à l'origine située dans une chambre simple de l'hôpital Queen Victoria (en), dans le centre de Melbourne. Son installation principale était située au coin de William Street (en) et de Little Lonsdale Street (en), près de Flagstaff Gardens, où les bâtiments de la cour du comté de Victoria (en) ont ensuite été construits. L'Institut a établi la première école de formation d'Australie pour les radiothérapeutes. En 1986, l'institut (et la clinique) ont été rebaptisés collectivement « Peter MacCallum Cancer Institute ». En 1994, l'institut opérait sur onze sites à travers Melbourne. À cette époque, il a déménagé à l'hôpital St Andrew à East Melbourne, après avoir été acheté par le gouvernement de l'État de l'Église unie d'Australie et de l'Église presbytérienne de Victoria .

## Emplacement

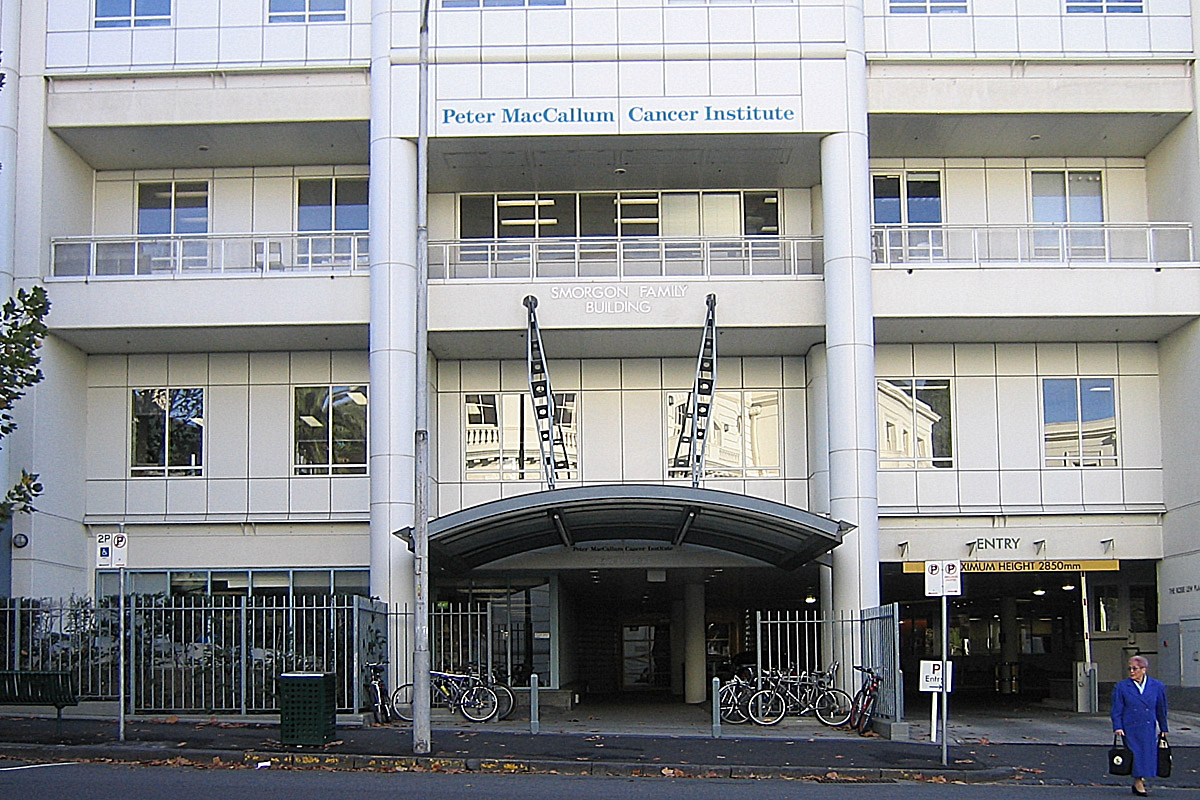
L'ancien site Peter Mac à East Melbourne

En juin 2016, l'institut a déménagé dans le bâtiment construit à cet effet à l'entrée de l'enceinte biomédicale de Parkville à Melbourne, situé au 305 Grattan Street, Melbourne, avec des services satellites à l'hôpital de base de Bendigo (en), à Epworth Eastern (en), au Monash Medical Centre (en) (campus de Moorabbin à East Bentleigh (en)) et Sunshine Hospital à St Albans. Il s'agit de quelques services partagés avec le Royal Melbourne Hospital (en), le Royal Women's Hospital (en) et le Royal Children's Hospital (en). Son site actuel abritait auparavant le Royal Dental Hospital (en).

## Personnel notable
- Wendy Harris (en)
- Sarah-Jane Dawson (en)
- Upulie Divisekera
- Declan G. Murphy (en)

## Voir également
- Santé en Australie (en)